# Gaffa (Band)
Gaffa (Eigenschreibweise GAFFA) ist eine 1995 in Göppingen gegründete Punkrock-Band.

## Bandgeschichte
Gaffa wurde 1995 von Hans und Biedl als Punkrock-Cover-Band gegründet. Die Band bestand zunächst aus Hans, Biedl, Simon und Marcel, die zunehmend eigene Songs schrieben und vom Konzept der reinen Cover-Band abkamen. Bassist und Sänger Hans holte Anfang 1997 Frank in die Band, der ab diesem Zeitpunkt den Gesangs-Part übernahm. Viele der Songs, die Gaffa bis heute live spielen, stammen aus der Feder von Gründungsmitglied Hans.
Von 1998 bis 2007 pausierte die Band mit Ausnahme eines Festival-Auftritts im Jahr 2004. 2008 erfolgte der Neustart der Band und erste Konzerte folgten. Im Jahr 1997 erschien das erste Album Das Niveau singt, im Jahr 1998 folgte Uns scheint die Sonne aus dem Arsch. In wechselnden Besetzungen erschienen 2013 Etwas anders und 2016 als Re-Release Immer weiter. Im Jahr 2019 wurde das Album Mach´s gut veröffentlicht.
Im Jahr 2023 erschien das neueste Album Am Arsch?! beim Berliner Label Abbruch Records.

## Einflüsse
Die musikalischen Vorbilder der Band sind unter anderem Die Goldenen Zitronen, die Spermbirds, Terrorgruppe, WIZO, Slime, Dritte Wahl, Fahnenflucht oder Alarmsignal sowie weitere Bands aus dem Bereich Deutschpunk, Metal, Folk, Rock, Horrorpunk und Hip Hop.

## Diskografie
- 1997: Das Niveau singt
- 1998: Die Sonne scheint uns aus dem Arsch
- 2011: Immer weiter (2016 Re-Release auf Pogodepp Records)
- 2013: Etwas anders (Pogodepp Records)
- 2019: Mach´s gut (Pogodepp Records)
- 2023: Am Arsch?! (Abbruch Records)